# Священная лига (1717)
Священная лига 1717 года — коалиция Святого Престола, Португалии, Венецианской республики и Мальтийского ордена против Османской империи.
В 1717 году объединённый флот португальцев, венецианцев и мальтийцев под эгидой папы римского нанёс поражение османскому флоту в битве при Матапане. Результатом этого стало ограничение влияния Османской империи в Восточном Средиземноморье.